# Hans-Joachim Born
Hans-Joachim Born (* 8. Mai 1909 in Berlin; † 15. April 1987 in München) war ein deutscher Chemiker und Hochschullehrer, der vorwiegend auf dem Gebiet der Radiochemie lehrte.

## Leben und Karriere
1927 machte er das Abitur am Reform-Realgymnasium in Berlin-Schöneberg. Darauf studierte er Chemie an der Humboldt-Universität zu Berlin und der Eberhard Karls Universität Tübingen. 1933 machte er sein Diplom in Chemie. 1934 wurde er bei Otto Hahn am Kaiser-Wilhelm-Institut für Chemie promoviert.
Anschließend war er dort als wissenschaftlicher Assistent tätig. Von 1934 bis 1945 war er Assistent und Mitarbeiter am Kaiser-Wilhelm-Institut für Chemie in Berlin-Dahlem und für Hirnforschung in Berlin-Buch. Zum Ende des Zweiten Weltkriegs arbeitete er in der von Nikolai Wladimirowitsch Timoféew-Ressowski geleiteten Abteilung für Experimentelle Genetik im Kaiser-Wilhelm-Institut für Hirnforschung.
Vor Abschluss seine Promotion Ende 1933 wurde Born Mitglied der SA, aus der er nach eigenen Angaben „wegen mangelhafter Beteiligung“ wieder ausschied. Am 1. Juni 1937 beantragte Born die Aufnahme in die NSDAP und wurde rückwirkend zum 1. Mai desselben Jahres aufgenommen (Mitgliedsnummer 5.277.014) und gehörte weiteren NS-Massenorganisationen wie der Deutschen Arbeitsfront oder dem NS-Bund Deutscher Technik an. Spätestens 1942 war Born neben seiner Anstellung bei der Auergesellschaft auch wieder beim KWI für Chemie tätig, wo er „voll für kriegswichtige Aufgaben“ eingesetzt und als „unabkömmlich“ gestellt wurde.

### In der Sowjetunion
Gegen Kriegsende geriet Born in sowjetische Gefangenschaft. Nach seiner Entlassung aus dem Kriegsgefangenenlager in Krasnojarsk arbeitete er zunächst in der Gruppe von Nikolaus Riehl im Werk Nr. 12 in Elektrostal östlich von Moskau. Ende 1947 wurde er zusammen mit Alexander Katsch und Karl Günther Zimmer zur Arbeit in ein Gefängnislabor B (Scharaschka) in Sungul (Objekt 0211), Oblast Tscheljabinsk im Südural-Gebiet nahe Kasachstan gebracht. In Sungul arbeitete er wiederum unter der Leitung von Timofeev-Resovskij in der radiobiologischen Forschung. Von 1946 bis 1955 war er als Wissenschaftler und Leiter eines radiochemischen Labors in der Sowjetunion tätig und an Forschungen im Rahmen des sowjetischen Atombombenprojekts beteiligt. 1955 wurde er aus der Gefangenschaft entlassen und ging in die DDR.

### In der DDR
Nach seiner Ankunft in Ostdeutschland war Born weiterhin in seinem Fachgebiet tätig. Von 1955 bis 1957 war Born Mitarbeiter an der Deutschen Akademie der Wissenschaften zu Berlin und Direktor des Bereichs Angewandte Isotopenforschung am Institut für Medizin und Biologie in Berlin-Buch, sein Nachfolger in dieser Funktion wurde Günther Vormum. Er vollendete seine Habilitation an der Technischen Hochschule Dresden, wo er Professor an der Fakultät für Kerntechnik wurde. Er war 1957 Mitglied im Wissenschaftlichen Rat für die friedliche Anwendung der Atomenergie.

### Wechsel nach Westdeutschland
1957 nahm Born einen Ruf an die Technischen Hochschule München an und war dort zunächst außerordentlicher und dann von 1962 bis 1977 ordentlicher Professor und Direktor des Instituts für Radiochemie.

## Werke
- Radiochemie und Anwendung radioaktiver Isotope (Habilitation), Technische Hochschule Dresden, 1956.